# Vetëvendosje
O Vetëvendosje! (em albanês: para Autodeterminação) é um dos maiores partidos políticos do Kosovo atualmente. Foi fundado em 2005, e é filiado ao Partido Socialista Europeu. A atuação do partido é tida como radical por cientistas políticos e pela imprensa internacional. É disparado o principal expoente da esquerda no Kosovo e desde as eleições de 2021, o maior em número de assentos pelo parlamento kosovar.    
Por conta do seu populismo e nacionalismo voltados a população etnicamente albanesa, o partido conseguiu expandir seu eleitorado, obtendo sucessíveis bons resultados até 2019, quando sofreu uma leve queda. Com o colapso da coalizão governamental LDK-PDK em 2020 e a crise política, o Vetëvendosje acabou gozando da situação e foi visto como uma nova via dentro da política kosovar. Posteriormente, o partido venceu as eleições de 2021, quase obtendo a maioria absoluta, mas conseguindo formar um governo.
Como um típico partido da Internacional Progressista e do Partido Socialista Europeu, o Vetëvendosje tem como suas principais pautas a luta pelo aumento do bem-estar social e um estado desenvolvimentista que respeite os princípios da igualdade, democracia e justiça social para os cidadãos do Kosovo.

## Resultados eleitorais

### Eleições parlamentares
| Data | CI. | Votos   | %            | +/-  | Deputados | +/-  | Status   |
| ---- | --- | ------- | ------------ | ---- | --------- | ---- | -------- |
| 2010 | 3.º | 88 652  | 12,7 / 100,0 | Novo | 14 / 120  | Novo | Oposição |
| 2014 | 3.º | 99 397  | 13,6 / 100,0 | 0,9  | 16 / 120  | 2    | Oposição |
| 2017 | 2.º | 200 138 | 27,5 / 100,0 | 13,9 | 32 / 120  | 16   | Oposição |
| 2019 | 1.º | 221 001 | 26,3 / 100,0 | 1,2  | 29 / 120  | 3    | Governo  |
| 2021 | 1.º | 438 335 | 50,3 / 100,0 | 24,0 | 58 / 120  | 29   | Governo  |